# Elaphe climacophora
Elaphe climacophora là một loài rắn trong họ Rắn nước. Loài này được Boie mô tả khoa học đầu tiên năm 1826.

## Hình ảnh

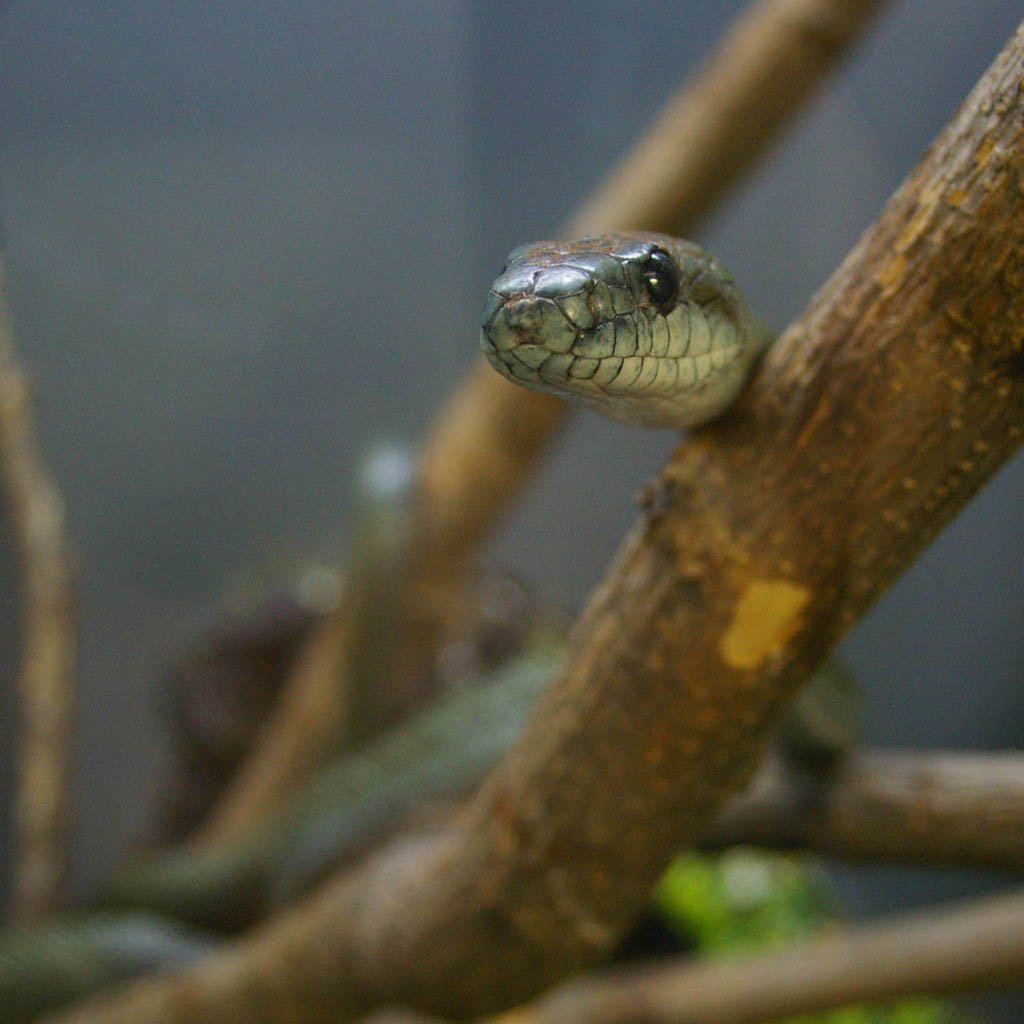
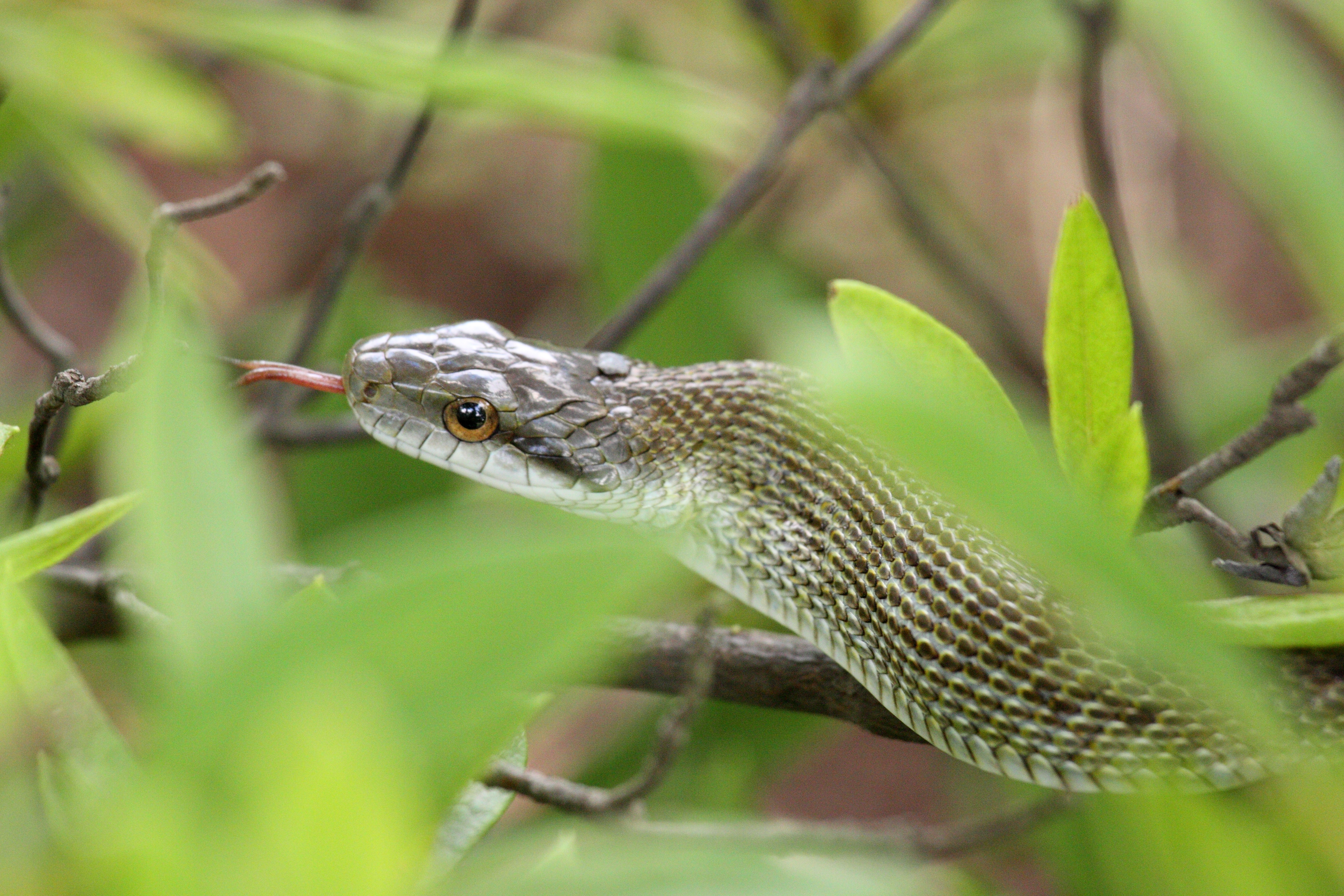
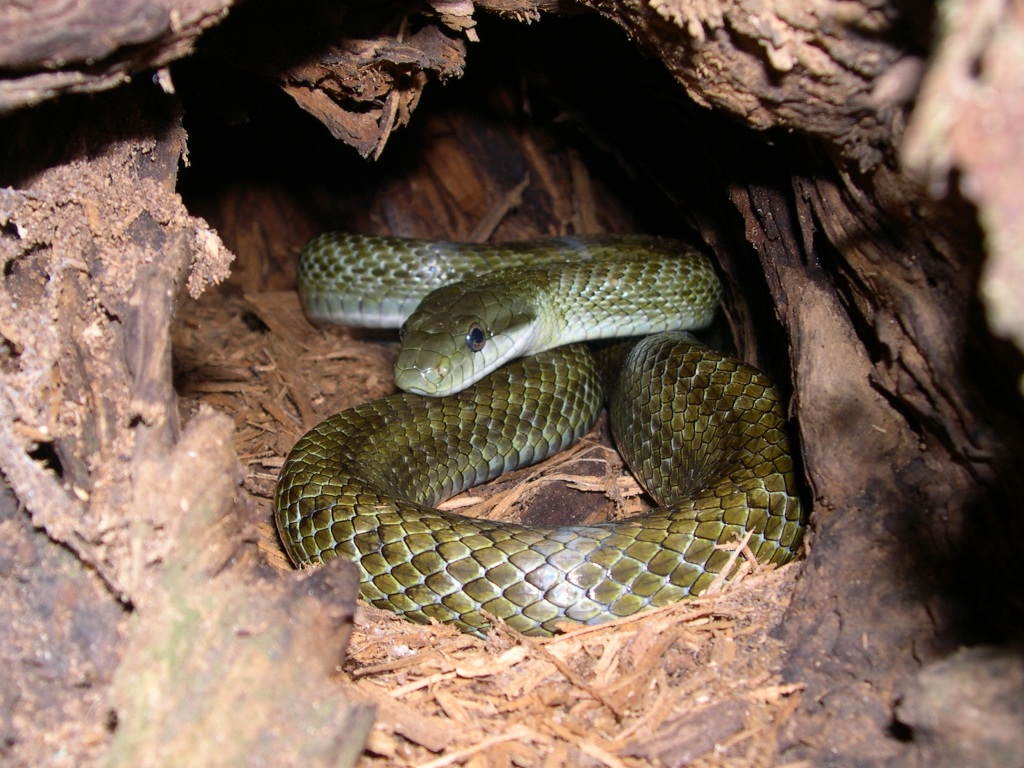
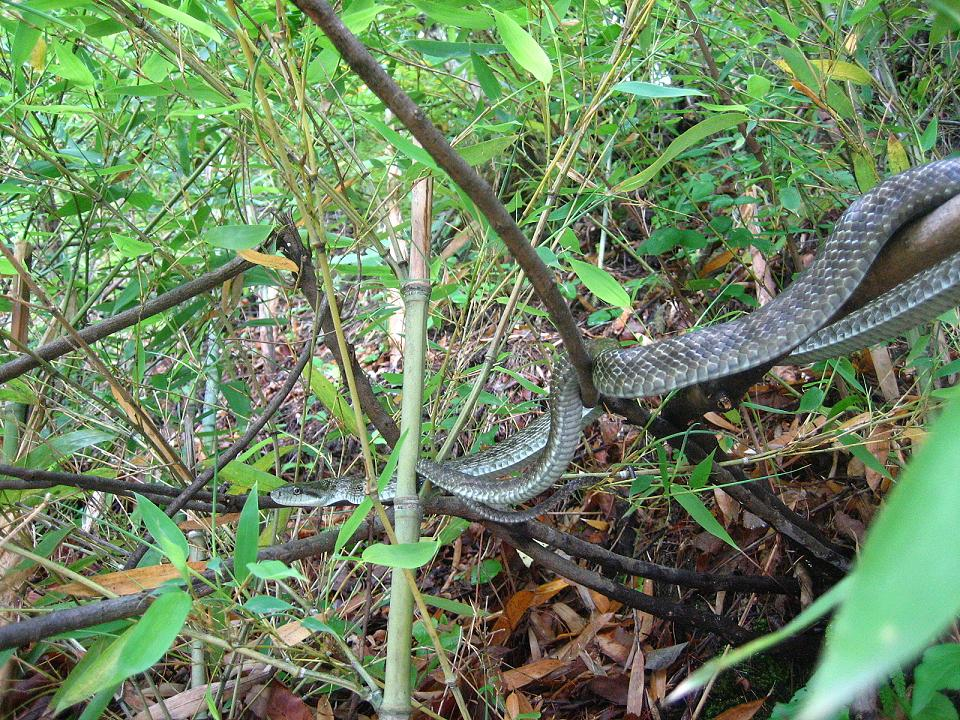